# Stati italiani dell'era carolingia
L'Italia al tempo dei Carolingi (774-887) era suddivisa nelle seguenti entità territoriali; tra parentesi, dove indicate, le dinastie regnanti:
- Regno d'Italia (ai Carolingi);
- Patrimonio di San Pietro (al Papa);
- Ducato di Benevento (ai Longobardi);
- Domini bizantini: Venezia, Istria costiera, isole della Dalmazia, Gaeta, Napoli, Salento, Calabria, Sicilia (nell'827 inizia la conquista araba, che si completa nell'843), Sardegna (solo nominalmente, di fatto autonoma);
- Insediamenti saraceni: Fondi, Traetto, Ponza, Capo Miseno, Sepino, Agropoli (con Punta Licosa), Bari, Taranto, Brindisi, Amantea, Tropea, probabilmente ne esistevano degli altri, di difficile identificazione, e di piccole dimensioni tra Genova e Nizza. Quelli in Liguria erano più approdi temporanei riutilizzati nel tempo ed occupati per più stagioni, o piccole basi semi-permanenti, che veri e propri insediamenti.